# Chella (kommun)
Chella är en kommun i Spanien.   Den ligger i provinsen Província de València och regionen Valencia, i den östra delen av landet, 300 km sydost om huvudstaden Madrid. Antalet invånare är 2 776. Arean är 44 kvadratkilometer. Chella gränsar till Anna, Bolbaite, Cotes, Enguera, Navarrés, Sellent och Sumacàrcer. 
Terrängen i Chella är platt norrut, men söderut är den kuperad.